# Hospital de Clínicas da Unicamp
O Hospital de Clínicas da Universidade Estadual de Campinas (HC Unicamp), localizado dentro do campus da Universidade Estadual de Campinas, é um dos hospitais do complexo hospitalar ligado à Faculdade de Ciências Médicas da Unicamp, sendo considerado um centro de referência em diversas especialidades médicas, possuindo excelência reconhecida nacionalmente. 
Atualmente, o HC conta com uma área construída de 65.000,00 m². São mais de 4.000 m² em corredores distribuídos em sete blocos interligados por onde circulam mais de 10.000 pessoas diariamente. Juntamente com os demais hospitais, o Complexo hospitalar da FCM-UNICAMP soma mais de 820 leitos, todos do SUS, configurando entre os maiores complexos hospitalares do país.
Esse hospital tem como objetivo a promoção do ensino e da pesquisa, atuando como suporte no  ensino e treinamento a residentes e estudantes dos cursos de graduação e pós-graduação de medicina, fonoaudiologia e enfermagem da própria Unicamp e de outras instituições conveniadas.

## Atendimento
Considerado um hospital complexo e de grande porte, todos os atendimentos são realizados gratuitamente, com verba proveniente do SUS.
- Capacidade ocupacional: 403 leitos
- Centro Cirúrgico Geral: 16 salas
- Centro Cirúrgico Ambulatorial: 08 salas
- Centro Cirúrgico Emergência (UER): 01 sala
- Unidade de Terapia Intensiva Adultos: 37 leitos
- Unidade de Terapia Intensiva Pediátrica: 10 leitos
- Unidade de Terapia Intensiva Transplantes: 11 leitos (em fase de licitação)
- Unidade Coronariana
- Recuperação anestésica Centro Cirúrgico Geral: 08 leitos
- Pré anestesia Centro Cirúrgico Geral: 08 leitos
- Consultórios atendimento ambulatorial: 153 consultórios
- Salas de procedimentos ambulatórios: 31 salas
- Observação adultos
- Observação pediátrica
- Reanimação cardiorrespiratória UER: 01 sala (Adulto e pediátrica)
- Laboratórios
- Anfiteatro: 02
- Salas de aula: 20 salas
- Salas de reunião: 25 salas

Também são realizadas cirurgias para transplantes de diversos órgãos.

## Especialidades
A atuação de docentes altamente qualificados possibilita que sejam realizadas assistências em diversas especialidades médicas ambulatoriais, que se dividem em cerca 580 subespecialidades.
Dentre essas especialidades destacam-se:
| - Anatomia Patológica - Anestesiologia - Cardiologia - Cirurgia de Cabeça e Pescoço - Cirurgia Cardiovascular - Cirurgia Geral - Neurocirurgia - Cirurgia Pediátrica - Cirurgia Plástica - Cirurgia Torácica - Cirurgia do Trauma - Cirurgia Vascular - Dermatologia - Endocrinologia - Fisioterapia - Fonoaudiologia | - Gastrocirurgia - Gastroenterologia clínica - Ginecologia - Genética - Hematologia - Hemoterapia - Imunologia - Infectologia - Medicina de Família - Medicina do Trabalho - Medicina Interna - Medicina Nuclear - Medicina Preventiva - Moléstias Infecciosas - Nefrologia - Neurologia | - Neurocirurgia - Neuropediatria - Obstetrícia - Odontologia - Oftalmologia - Oncologia - Ortopedia - Otorrinolaringologia - Patologia Clínica - Pediatria - Pneumologia - Psiquiatria - Proctologia - Radiologia - Radioterapia - Reumatologia - Urologia |